# Zanclea gemmosa
Zanclea gemmosa är en nässeldjursart som beskrevs av Edward McCrady 1859. Zanclea gemmosa ingår i släktet Zanclea och familjen Zancleidae. Inga underarter finns listade i Catalogue of Life.